# IZombie

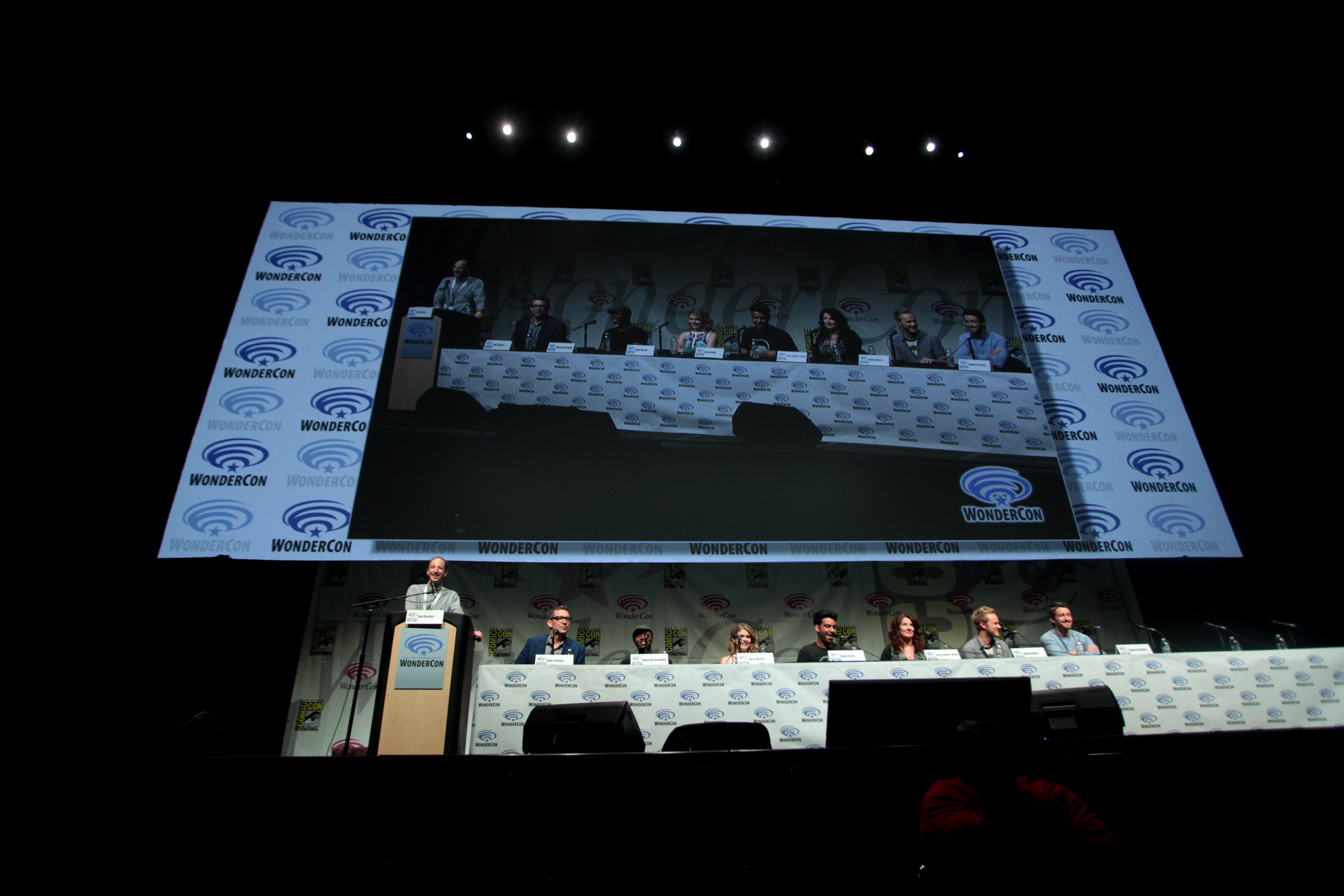
Ben Blacker, David Anders, Diane Ruggiero-Wright, IZombie (Serie de TV), Malcolm Goodwin, Rahul Kohli, Rob Thomas (escritor), Robert Buckley, Rose McIver, WonderCon 2015.

iZombie es una serie de televisión estadounidense de ciencia ficción y de comedia dramática creada por Rob Thomas y Diane Ruggeiro para The CW, basada en el cómic del mismo nombre publicado por DC Comics. Está protagonizada por Rose McIver, Rahul Kohli, Malcolm Goodwin, Robert Buckley, David Anders y Aly Michalka. Se estrenó el 17 de marzo de 2015. El 6 de mayo de 2015, The CW anunció la renovación de la serie para una segunda temporada, que se estrenó el 6 de octubre de 2015. La serie se renovó para una tercera temporada el 11 de marzo de 2016, que fue estrenada el 4 de abril de 2017. El 10 de mayo de 2017, The CW renovó la serie para una cuarta temporada. El 11 de mayo de 2018 The CW renovó la serie para una quinta y última temporada.

## Argumento
Olivia "Liv" Moore era una disciplinada estudiante de medicina que tenía su camino de vida completamente trazado hasta que fue convertida en zombi. Como cualquier otro zombi, Liv está haciendo su mejor esfuerzo por pasar desapercibida y parecer humana. Su aspecto actual pasa por gótico, con la piel pálida y el pelo casi blanco y su actitud ha pasado de ser exuberante a estar siempre exhausta. El cambio de la chica es desconcertante para Eva, su madre; Major, su ex prometido; y para Peyton, su mejor amiga y compañera de cuarto. Reticente a devorar cerebros humanos frescos, Liv se las arregla para obtener un trabajo en el departamento forense de Seattle, en donde tiene acceso a los cerebros que ella debe comer para mantener su humanidad. A pesar de cubrir cuidadosamente sus pistas, el jefe de Liv, Ravi Chakrabarti descubre su secreto. Incluso con el entusiasmo de su jefe, Liv está resignada a una eternidad sin esperanza ni propósito, hasta que descubre que con cada cerebro que consume, absorbe las memorias de esa persona y su comportamiento, comenzando a experimentar visiones desde el punto de vista de las víctimas de asesinato, obteniendo un conocimiento detallado de la escena del crimen y los motivos que es difícil de explicar. Haciéndose pasar por una médium, Liv trabaja con el detective Babineaux ayudando a resolver casos de homicidio para callar las voces en su cabeza.
Más allá de las tramas detectivescas, amorosas y de humor, la serie también destaca por un profundo mensaje político. Plantea la dificultad de organizar la convivencia de forma pacífica entre humanos y zombis. En tanto que los zombis mantienen una vida cerebral parecida a la que tenían cuando estaban vivos, ¿cómo debe ser su relación con los humanos? A medida que avanzan las temporadas, los problemas políticos de convivencia dominan la trama, como analiza Martínez García

## Reparto principal
| Actor           | Personaje                | Temporada  | Temporada  | Temporada  | Temporada  | Temporada | Temporada |
| --------------- | ------------------------ | ---------- | ---------- | ---------- | ---------- | --------- | --------- |
| Actor           | Personaje                | 1          | 2          | 3          | 4          | 5         |           |
| Oscar Cacierra  | CJ                       | Principal  |            |            |            |           |           |
| Rose McIver     | Olivia «Liv» Moore       | Principal  | Principal  | Principal  | Principal  | Principal |           |
| Malcolm Goodwin | Clive Babineaux          | Principal  | Principal  | Principal  | Principal  | Principal |           |
| Rahul Kohli     | Ravi Chakrabarti         | Principal  | Principal  | Principal  | Principal  | Principal |           |
| Robert Buckley  | Major Lilywhite          | Principal  | Principal  | Principal  | Principal  | Principal |           |
| David Anders    | Blaine DeBeers           | Principal  | Principal  | Principal  | Principal  | Principal |           |
| Aly Michalka    | Peyton Charles           | Recurrente | Recurrente | Principal  | Principal  | Principal |           |
| Robert Knepper  | Angus DeBeers            |            | Recurrente | Recurrente | Principal  |           |           |
| Bryce Hodgson   | Donald «Don E.» Eberhard |            | Recurrente | Recurrente | Recurrente | Principal |           |

## Episodios
| Temporada | Temporada | Episodios | Episodios | Emisión original      | Emisión original    |
| Temporada | Temporada | Episodios | Episodios | Primera emisión       | Última emisión      |
| --------- | --------- | --------- | --------- | --------------------- | ------------------- |
|           | 1         | 13        | 13        | 17 de marzo de 2015   | 9 de junio de 2015  |
|           | 2         | 19        | 19        | 6 de octubre de 2015  | 12 de abril de 2016 |
|           | 3         | 13        | 13        | 4 de abril de 2017    | 27 de junio de 2017 |
|           | 4         | 13        | 13        | 26 de febrero de 2018 | 28 de mayo de 2018  |
|           | 5         | 13        | 13        | 2 de mayo de 2019     | 1 de agosto de 2019 |

## Desarrollo

### Producción
El 7 de noviembre de 2013, The CW anunció que puso en desarrolló un guion escrito por Rob Thomas y Diane Ruggeiro, basado en los personajes del cómic de DC Comics iZombie. El 29 de enero de 2014, la cadena ordenó la realización de un piloto. El 8 de mayo el piloto fue escogido para desarrollar una serie, siendo relegada para 2015.

### Casting
El 25 de febrero de 2014, Malcolm Goodwin, Alexandra Krosney y David Anders fueron anunciados como el detective Clive, Peyton y Blaine, respectivamente. El 7 de marzo, se informó que Robert Buckley fue contratado para interpretar a Major; Nora Dunn fue anunciada para dar vida a Eva Moore, el 11 de marzo. Un día después, Rose McIver fue contratada para interpretar a Liv, el personaje principal. Finalmente, el 17 de marzo Rahul Kohli obtuvo el personaje de Ravi Chakrabarti.
En agosto de 2014 fue anunciado que Aly Michalka fue contratada para reemplazar a Alexandra Krosney como Peyton y que Nora Dunn sería sustituida por Molly Hagan para dar vida a Eva, la madre de Liv. El 23 de mayo de 2016 se dio a conocer que Aly Michalka fue promovida al elenco principal de la tercera temporada después de aparecer de forma recurrente durante las dos primeras temporadas. El 21 de julio de 2017, se anunció que Robert Knepper fue ascendido al elenco principal para la cuarta temporada.

### Créditos de apertura
Los créditos de apertura de la serie fueron dibujados por Michael Allred, el artista principal del cómic original.

### Música[31]
El tema principal de la serie es «Stop, I'm Already Dead» interpretado por Deadboy & the Elephantmen.

## Recepción

### Recepción de la crítica
En el sitio web Rotten Tomatoes, la opinión de 53 críticos dio a la primera temporada de la serie un 91% de aprobación y una nota de 7.65 sobre 10. En Metacritic, la misma temporada tiene una nota de 74 sobre 100, basada en 37 críticos; eso indica "generalmente críticas favorables".
| Rotten Tomatoes | Rotten Tomatoes | Rotten Tomatoes | Rotten Tomatoes | Rotten Tomatoes |
| Temporadas      | Temporadas      | Aprobación      | Nota (sobre 10) | N.º de críticos |
| --------------- | --------------- | --------------- | --------------- | --------------- |
|                 | Temporada 1     | 91%             | 7.65            | 53              |
|                 | Temporada 2     | 100%            | 8.39            | 14              |
|                 | Temporada 3     | 100%            | 8.56            | 10              |
|                 | Temporada 4     | 92%             | 8.13            | 12              |
|                 | Temporada 5     | 71%             | 7.0             | 7               |

Amy Ratcliffe, de IGN calificó al episodio como grandioso, dándole una puntuación de 10 y comentó: "iZombie introduce un zombi funcional que no es nada parecido a cualquier no-muerto que hemos visto antes".

### Recepción del público
El día de su estreno, la serie fue vista por 2,29 millones de espectadores, recibiendo 0,8 millones de espectadores entre los 18 y 49 años.